# Fram2
Fram2 war ein privater Raumflug, der am 1. April 2025 begann und rund vier Tage dauerte. Es war der erste bemannte Flug in einer Polarbahn; mit einer Bahnneigung von 90 Grad führte er über den Nord- und den Südpol.
Fram2 wurde von dem chinesischstämmigen Unternehmer Chun Wang finanziert und organisiert, der für die Mission ein Crew-Dragon-Raumfahrzeug von SpaceX charterte. Neben Wang, der Norwegerin Jannicke Mikkelsen und dem Australier Eric Philips erreichte mit Rabea Rogge erstmals eine deutsche Frau den Weltraum. Die Mission wurde nach dem Schiff Fram benannt, mit dem Fridtjof Nansen während seiner Expedition die Arktis bereiste und Roald Amundsen seine Expedition in die Antarktis absolvierte.
Die Mission wird als Weltraumtourismus eingestuft, aber hatte auch einen wissenschaftlichen Anspruch und führte Experimente durch.

## Teilnehmer

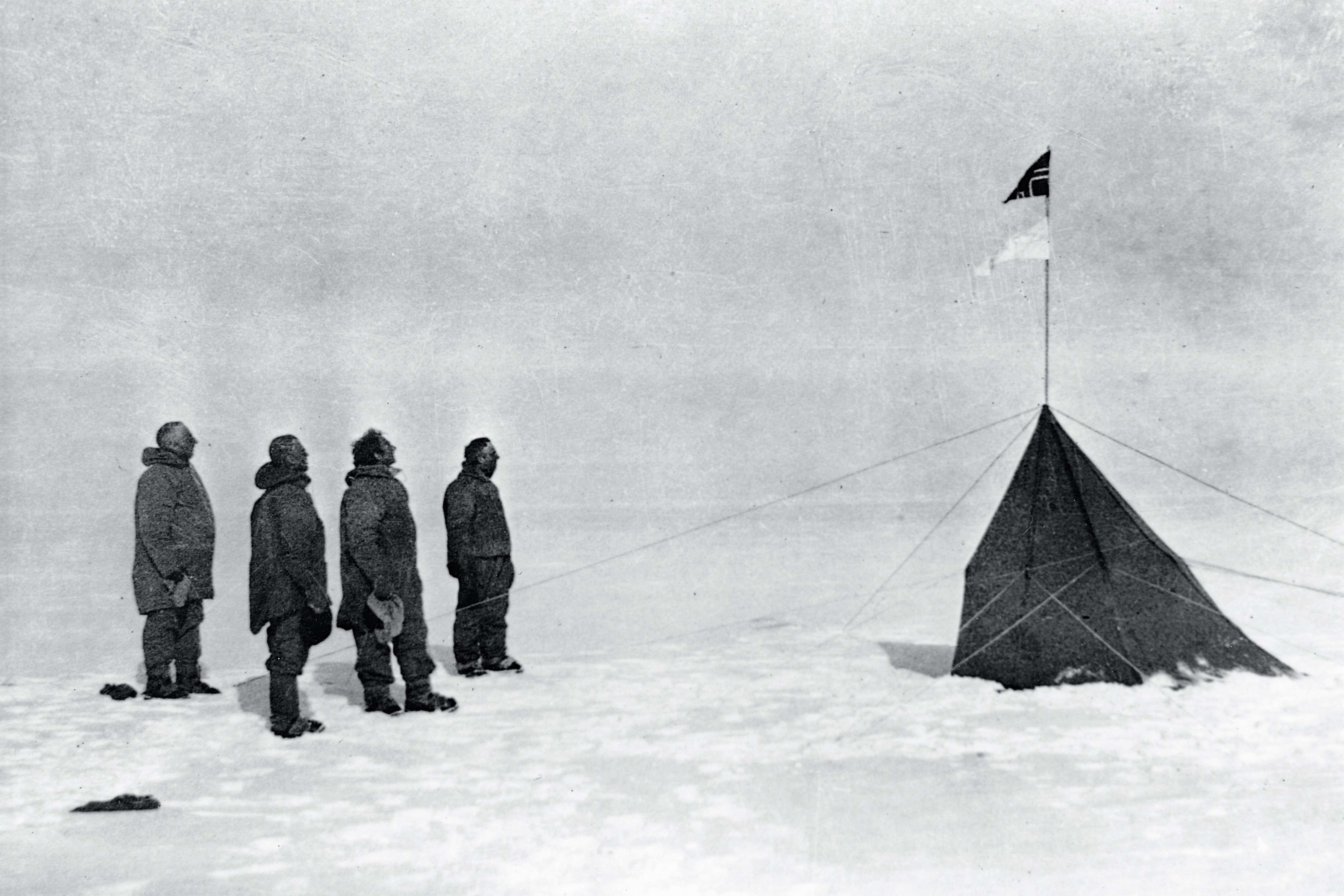
Amundsen (links) und seine Begleiter Wisting, Hassel und Hanssen in Polheim im Dezember 1911

Die Teilnehmer des Flugs wurden im August 2024 bekanntgegeben:
- Chun Wang, Missionskommandant (1. Raumflug)
- Jannicke Mikkelsen, Kapselkommandantin (1. Raumflug)
- Rabea Rogge, Pilotin (1. Raumflug)
- Eric Philips, Missionsspezialist und Medical Officer (1. Raumflug)

Als Reminiszenz an Amundsens Fram-Expedition, bei der die ersten Menschen den Südpol erreichten, wurde das Missionsemblem entsprechend Olav Bjaalands Fotografie (siehe Abbildung) gestaltet.

## Ablauf
Die Crew-Dragon-Kapsel startete auf einer Falcon-9-Rakete vom NASA-Weltraumbahnhof Kennedy Space Center. Sie dockte nicht an der ISS an, sondern umrundete ähnlich der Inspiration4-Mission die Erde. Nach etwa vier Tagen trat sie wieder in die Erdatmosphäre ein und wasserte an Fallschirmen im Pazifik. Während der Mission sollten 22 wissenschaftliche Experimente durchgeführt werden.
Auf dem Flug sollten neben der wissenschaftlichen Ausrüstung auch Kulturartefakte mitgeführt werden. Es wurde angekündigt, dass Rabea Rogge im Gedenken an Otto Lilienthals historische Leistungen als Leihgabe des Deutschen Technikmuseums in Berlin eine Medaille mitnimmt. Des Weiteren sollte ein Stück der Deckbeplankung des Schiffs Fram als Leihgabe des Frammuseums in Oslo sowie eine Stephen Hawking Medal for Science Communication mitgeführt werden. Rogge sollte unter anderem das gemeinschaftliche Experiment „Space Genomics“ des Space Hubs der Universität Zürich (Oliver Ullrich und der Biologin Cora Thiel) und des Bildungsministeriums von Nevis (Föderation St. Kitts und Nevis) auslösen.

## Raumschiff
Ursprünglich war geplant, für die Mission die Crew-Dragon-Kapsel Endurance wiederzuverwenden. Wegen der Verschiebung des Starts wurde später entschieden, die Crew-Dragon-Kapsel Resilience für die Mission zu nutzen. Wie bei der Mission Inspiration4 wurde der ISS-Kopplungsadapter am oberen Ende der Kapsel für Fram2 durch ein Panoramafenster ersetzt. In Anlehnung an den gleichnamigen Ausguck der ISS wird es auch „cupola“ („Kuppel“) genannt.